# المخيم الكشفي العالمي الثامن
عقد المخيم الكشفي العالمي الثامن في أغسطس 1955، في كندا في نياجرا أون ذا ليك، أونتاريو. وشهد المخيم تصميم شارة الشعار الكشفي العالمي التي لا يزال يلبس على زي الكشافة حتى الآن في جميع أنحاء العالم.